# 张用
张用（?—?），相州汤阴人，南宋将领。
张用是靖康之变后的义军，被宗泽招安。杜充担任东京留守之后，逼反了张用。建炎三年（1129年）春正月十六，杜充派遣岳飞、桑仲、李宝于开封城南讨伐张用，王善援救张用，官军战败，李宝被擒。之后，岳飞在铁路步击退了张用，正月廿一，张用、王善攻打淮宁府，淮宁府守臣冯长宁击退了他。二月，张用占据确山，号“张莽荡”。建炎四年（1130年）七月，张用据守汉阳军，沿江措置副使李允文招降他，汪若海写信给张用、曹成、李宏、马友，让他们同归朝廷。张用以便宜改任鄂州路副总管，以右军统制马友知汉阳军。绍兴元年（1131年），李敦仁攻打汀州。马友派部下攻打鄂州，总管张用击退他们。五月初三，以张用为舒、蕲镇抚使。张用在襄汉再次反宋，赵密率军进攻。张用攻打江西，岳飞写信给张用：“我和你是同乡，南薰门、铁路步之战，都和你作战。现在我在此，想要战则出，不战则降。”张用得信後说：“岳飞真是我的长辈啊。”于是归降。八月，张用部兵到瑞昌归附张浚，张浚以用为本军统制。
驻守河南府的闾勍，在撤往淮南的途中，将义女“一丈青”嫁给张用。一丈青原是马皋之妻，马皋被东京副留守郭仲荀斩杀后，闾勍将一丈青收为义女。一丈青武艺超群，能披甲上马，勇锐在张用之上。